# Harrison Garman
Pour les articles homonymes, voir Garman.
Harrison Garman, né le 27 décembre 1856 à Lena (Illinois), mort le 7 août 1944 à Lexington (Kentucky), est un biologiste, botaniste, zoologiste et entomologiste américain.

## Biographie
Il fut le premier entomologiste d'État du Kentucky en 1897 et assura cette fonction jusqu'en 1929. Au début des années 1900, il était le directeur du département d'entomologie et de botanique de l'université du Kentucky.
Plusieurs de ses études sont encore citées de nos jours, notamment les articles intitulés Stream Pollution (Pollution des cours d'eau) et The genus Archilestes in Kentucky (Odonata: Agrionidae) (Le genre Archilestes dans le Kentucky), publiés en 1932 dans la revue Entomological News. Il est aussi l'auteur de nombreux articles publiés dans le Kentucky Experiment Station Bulletin.
Harrison Garman était en avance sur son temps en ce sens qu'il fut l'un des premiers à appeler l'attention sur la question de la pollution des cours d'eau, déclarant dès 1929 que « c'était l'un des plus importants problèmes environnementaux touchant le public » dans le Kentucky.
Vers 1890, il devint directeur de département de zoologie et d'entomologie de l'université du Kentucky, et constitua un herbier à partir d'un ensemble de plantes qu'il avait collectées dans l'Illinois. Cet herbier devint la base du « College of agriculture herbarium », centré principalement sur les espèces de plantes d'intérêt agronomique (plantes cultivées, adventices et graminées).
Il est aussi l'auteur de publications significatives en botanique, concernant en particulier les plantes fourragères (1900, 1902), les orobanches parasites (1903), les plantes ligneuses de l'État (1913), les mauvaises herbes et les plantes toxiques (1914) et la végétation des landes (1925).
Harrison Garman est le frère de Samuel Garman (1843-1927), zoologiste.